# 9498 Вестерборк
9498 Вестерборк (9498 Westerbork) — астероїд головного поясу, відкритий 29 вересня 1973 року.
Тіссеранів параметр щодо Юпітера — 3,524.